# Клай (гміна)
Гміна Клай (пол. Gmina Kłaj) — сільська гміна у південній Польщі. Належить до Велицького повіту Малопольського воєводства.
Станом на 31 грудня 2022 у гміні проживало 11 104 особи.

## Площа
Згідно з даними за 2007 рік площа гміни становила 83.10 км², у тому числі:
- орні землі: 39.00%
- ліси: 53.00%

Таким чином, площа гміни становить 19.43% площі повіту.

## Населення
Станом на 31 грудня 2022:
| Опис     | Загалом | Загалом | Чоловіки | Чоловіки | Жінки | Жінки |
| -------- | ------- | ------- | -------- | -------- | ----- | ----- |
| одиниця  | осіб    | %       | осіб     | %        | осіб  | %     |
| все      | 11104   | 100     | 5517     | 49.7     | 5587  | 50.3  |
| міське   | 0       | 100     | 0        |          | 0     |       |
| сільське | 11104   | 100     | 5517     | 49.7     | 5587  | 50.3  |

## Сусідні гміни
Гміна Клай межує з такими гмінами: Бохня, Ґдув, Дрвіня, Неполоміце.